# Zumaglia
Zumaglia är en ort och kommun i provinsen Biella i regionen Piemonte i Italien. Kommunen hade 1 021 invånare (2018).